# Klemen Lavrič
Klemen Lavrič (født 12. juni 1981) er en slovensk tidligere fodboldspiller. Han nåede 25 kampe og seks scoringer for det slovenske landshold.

## Sloveniens fodboldlandshold
| Sloveniens landshold | Sloveniens landshold | Sloveniens landshold |
| År                   | Kmp                  | Mål                  |
| -------------------- | -------------------- | -------------------- |
| 2004                 | 3                    | 0                    |
| 2005                 | 4                    | 1                    |
| 2006                 | 6                    | 1                    |
| 2007                 | 11                   | 4                    |
| 2008                 | 1                    | 0                    |
| Total                | 25                   | 6                    |